# Thomas Montanus

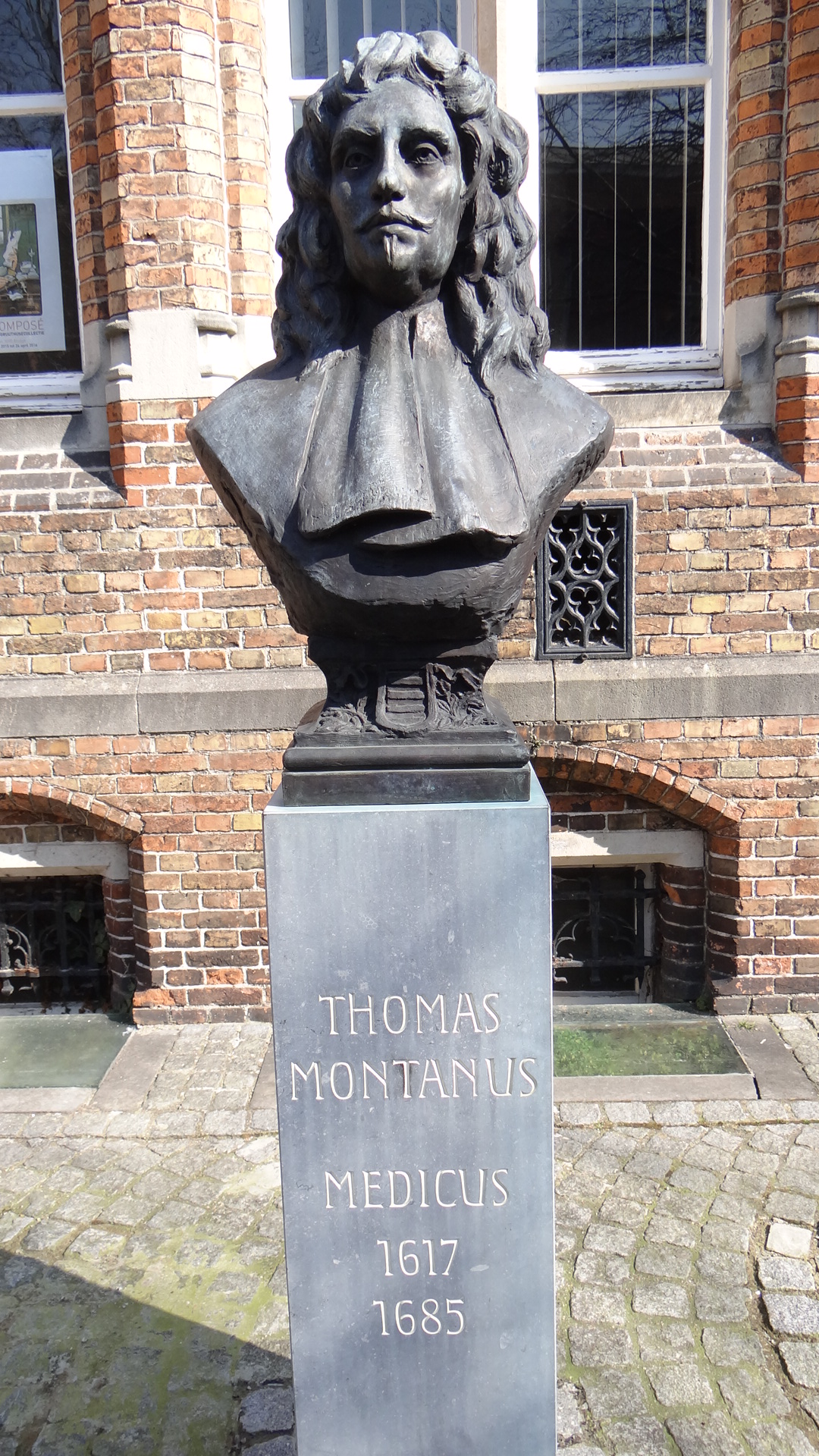
Thomas Montanus. Borstbeeld in 2015 opgericht in het beluik van het Oud Sint-Janshospitaal in Brugge

Thomas Montanus (Diksmuide, 7 juni 1617 - Brugge, 8 april 1685) of Thomas Van den Berghe was geneesheer in Brugge en publiceerde een boek over de kenmerken van de pest.

## Familie
Montanus was een zoon van arts Robert Van den Berghe en Catharina Bosmans. Robert Van den Berghe was de auteur van het 17de-eeuws boek over dieetleer Diaetema sive solubris victus ratio novo-antiquana.
Thomas was achtereenvolgens getrouwd met Petronella De Keyzer (in Gent, 1646), met Anna Elyas (rond 1649) en met Maria Van Sandijcke (Brugge 1641-1720) (in 1673). Hij had een dochter uit het tweede en een zoon uit het derde huwelijk, die jong stierven.

## Levensloop
Montanus deed middelbare studies in Brugge, waarschijnlijk bij de jezuïeten. In oktober 1634 begon hij de studies in de artes aan de universiteit van Leuven, waar hij werd ingeschreven in de pedagogie De Burcht. Wellicht werd hij toen voor het eerst geconfronteerd met een pestepidemie. In juli 1639 behaalde hij het licentiaat in de geneeskunde. Ter vervollediging van zijn kennis reisde hij tijdens een peregrinatio academica in Duitsland en Italië. Bij zijn terugkeer vestigde hij zich in Gent.
In 1643 verhuisde hij naar Sint-Winoksbergen en werd er in 1645 hoofdgeneesheer in het oude Sint-Janshospitaal van het stadje. Tijdens de Spaans-Franse Oorlog werd hij ongetwijfeld geconfronteerd met ziekten die aan de pest verwant waren, want in zijn latere geschriften verwees hij ernaar. In 1652 werd hij benoemd tot geneesheer-pensionaris van Sint-Winoksbergen.
In juli 1655 schreef hij zich in als vrijlaat binnen het Brugse Vrije en in 1656 kwam hij in Brugge wonen. Op 16 juli van dat jaar werd hij geneesheer-pensionaris van de stad Brugge en geneesheer in het Sint-Janshospitaal. In 1663 werd hij ook geneesheer-pensionaris van het Brugse Vrije.

## De pest
In 1666 brak een pestepidemie uit in Brugge. Montanus werd benoemd tot hoofdverantwoordelijke van de pas opgerichte 'Kamer van Gezondheyd'. De evolutie van de ziekte werd dag na dag bij alle besmette personen en hun familie genoteerd. Dit liet Montanus toe de omvang van de evolutie van de epidemie op de voet te volgen.

## Persoonlijkheid
Montanus genoot groot gezag in de medische wereld van zijn tijd. Zoveel is duidelijk als men het schilderij bekijkt dat in 1677 door Philippe Bernaerdt werd gemaakt met voorstelling van de eed van chirurgijns, waar Montanus aan het hoofd van prijkt, als voorzitter van de examencommissie.
Hij stichtte in 1665 de medische beroepsvereniging met de naam 'Confraternitas S. Lucae medici'. Hij was ook actief als geneesheer-expert.

## Publicaties
- Qualitas Loimodea sive pestis Brugana anni MDCLXVI, Brugge, 1669.
- Elegiae de Victoria, quam Vladislaus Poloniae princeps anno 1620 etulit
- Comendium Rhetoricae sine dispendio

## Wetenswaardigheden
- Montanus kocht in 1675 het herenhuis Den Oven in de Braambergstraat, op de hoek van de Jozef Suveestraat. Hij overleed er en na zijn dood bleef het grote huis de eigendom van zijn weduwe tot in 1723.
- In Brugge is (einde 20ste - begin 21ste eeuw) een vereniging actief betreffende de geschiedenis van de geneeskunde in deze stad. Gesticht onder het voorzitterschap van Robert Pannier en na hem van William De Groote. Ze draagt de naam vzw Montanus, Collegium Medicum Historicum Brugense. Ze geeft een jaarboek uit onder de naam Montanus Tijdingen.
- In Diksmuide werd een straat naar Thomas Montanus genoemd, een galerij draagt zijn naam, en in het stadspark werd een borstbeeld van hem opgericht, van de hand van bronsgieter Jan Tamsin.
- In Brugge draagt een hotel in de Nieuwe Gentweg, op initiatief van een Brugse arts, de naam Montanus.
- Op 25 april 2015 werd op de binnenkoer van het oude Sint-Janshospitaal een borstbeeld van Montanus geplaatst. Het is een replica van het Diksmuidse kunstwerk.